# Eugen von Lommel
Eugen von Lommel (Edenkoben, 19 marzo 1837 – Monaco di Baviera, 19 giugno 1899) è stato un fisico tedesco.
È noto per il polinomio di Lommel e le funzioni di Lommel. È stato anche relatore di dottorato di Johannes Stark, Premio Nobel per la fisica nel 1919.
Lommel è nato a Edenkoben nella Renania-Palatinato. Ha studiato Matematica e Fisica a Monaco di Baviera tra il 1854 e il 1858. Dal 1860 al 1865 è stato professore di fisica e chimica alla scuola cantonale di Svitto. Tra il 1865 e il 1867 ha insegnato in scuole superiori a Zurigo e contemporaneamente è stato docente privato nell'università locale (Politecnico di Zurigo). Tra il 1867 e il 1868 è nominato professore ordinario di fisica all'Accademia di Hohenheim. Infine ricoprì la cattedra di fisica sperimentale nel 1868 per poi trasferirsi definitivamente a Monaco nel 1886, dove morì.

## Opere
- Studien über die Besselschen Funktionen. (Leipzig 1868)
- Wind und Wetter. München (1873)
- Das Wesen des Lichts. Leipzig (1874)
- Über die Interferenz des gebeugten Lichts. Erlangen (1874-76)
- The nature of light, with a general account of physical optics (New York, D. Appleton and company, 1876)
- Lexikon der Physik und Meteorologie. Leipzig (1882)
- Die Beugungserscheinungen geradlinig begrenzter Schirme. München (1886)
- Die Beugungserscheinungen einer kreisrunden Öffnung. München (1884)
- Lehrbuch der Experimentalphysik. Leipzig (8. A. 1902)